# Салливан, Майкл Дж. (писатель)
Майкл Дж. Са́лливан (англ. Michael J. Sullivan; род. 17 сентября 1961) — американский писатель эпической фэнтези и научной фантастики, наиболее известный сериями романов о «Откровения Ририи», которые были переведены на четырнадцать языков. В 2012 году io9 признал его одним из «Самых успешных авторов фантастики и фэнтези».

## Биография и карьера
Майкл Дж. Салливан родился 17 сентября 1961 года в городе Детройт (штат Мичиган) в США. Работал коммерческим художником и иллюстратором. В 1996 году открыл собственное рекламное агентство, а в 2005-м закрыл его, чтобы полностью посвятить себя писательству. Он начал писать книги, чтобы помочь своей дочери, страдающей дислексией, научиться читать. Сейчас Майкл живёт в Фэйрфаксе, с женой и тремя детьми.
Салливан является автором трех серий книг: «Откровения Ририи», «Хроники Ририи» и «Первая империя». Первые две были опубликованы в рамках издательства Orbit Books, являющегося фэнтезийным подразделением Hachette Book Group, а третья — Del Rey Books, входящим в состав Random House. «Откровения Ририи» — это фентези, состоящий из шести книг. В то же время «Хроники Ририи» — это продолжающийся цикл, в котором раскрываются ранние приключения двух главных героев первой книги. «Первая Империя» — это фентези, состоящий из пяти книг. Действие происходит в том же мире, что и в книгах о Ририи, но в далёком прошлом, что делает его самостоятельным произведением. В апреле 2014 года издательство Tachyon выпустило его первый научно-фантастический роман под названием «Полый мир».

## Премии
Салливан был удостоен четырёх премий Goodreads Choice Award: три за «Любимую фэнтези» — «Изумрудный шторм» в 2010 году, «Percepliquis» в 2012 году и «Башня короны» в 2013 году, а также одну за «Любимую научную фантастику» — «Полый Мир» в 2014 году. В 2011 году Barnes & Noble назвали «Theft of Swords» как одну из лучших книг в жанре фэнтези. Она также вошла в шорт-лист на премию Audie Award за фэнтези 2013 года, и была признана одной из лучших книг жанра научной фантастики и фэнтези по версии Library Journal. Книга «Age of Myth» была номинирована в категории «Лучшие книги года» в разделе «Научная фантастика и фэнтези».

### Откровения Ририи
1. Кража Мечей собирает Заговор Короны и Авемпарта , ISBN 978-0-316-18774-9
2. Rise of Empire собирает Nyphron Rising и Изумрудный шторм, ISBN 978-0-316-18770-1 (2011)[16]
3. Наследник Новрон собирает Wintertide и Percepliquis, ISBN 978-0-316-18771-8 (2012)[17]

### Хроники Ририи
1. Коронная башня (2013)
2. Роза и шип (2013)[18]
3. «Шут» (2014)
4. «Профессиональная честность» (2015)
5. Смерть леди Далгат (2015)
6. Исчезновение дочери Уинтера (2017)

### Первая Империя
1. Эра мифов (2016)
2. Эра Мечей (2017)
3. Эра войны (2018)
4. Эра легенды (2019)

### Автономные романы
- Полый Мир (2014, Публикации Tachyon)

### Короткие истории
- Виконт и колдунья, короткая ририя (октябрь 2011)
- Шут, короткая Ририя (июль 2014)
- Зеленая трава, научная фантастика о путешествиях во времени (октябрь 2012)

#### Выпущено в сборнике
- Традиции, включенные в Антологию «Триумф над трагедией» (январь 2013) от Terrene Press
- Шут, включенный в Необузданный (июнь 2013) от Grim Oak Press
- Пылающая Александрия, включенная в «Антологию конца» (январь 2014 г.) под редакцией Н. Е. Уайта
- Будьте осторожны, чего хотите, включены в Фонд помощи «Моя армия роботов» (июнь 2014 г.) под редакцией Джона Джозефа Адамса
- Осенний туман, включенный в антологию фэнтезийной фракции (декабрь 2014 года)
- Профессиональная честность, включенная в Blackguards (26 апреля 2015 г.) от Ragnarok Publications